# Pyrgus albescens
Pyrgus albescens là một loài bướm ngày thuộc họ Hesperiidae. Nó được tìm thấy trên các độ cao thấp ở miền Nam California, miền nam Arizona, miền nam New Mexico, phía tây và phía nam Texas, Florida và México. 
Sải cánh dài 25–38 mm. Con ấu trùng ăn các cây trong họ Malvaceae, gồm Sphaeralcea, Abutilon và Callirhoe. 

## Hình ảnh

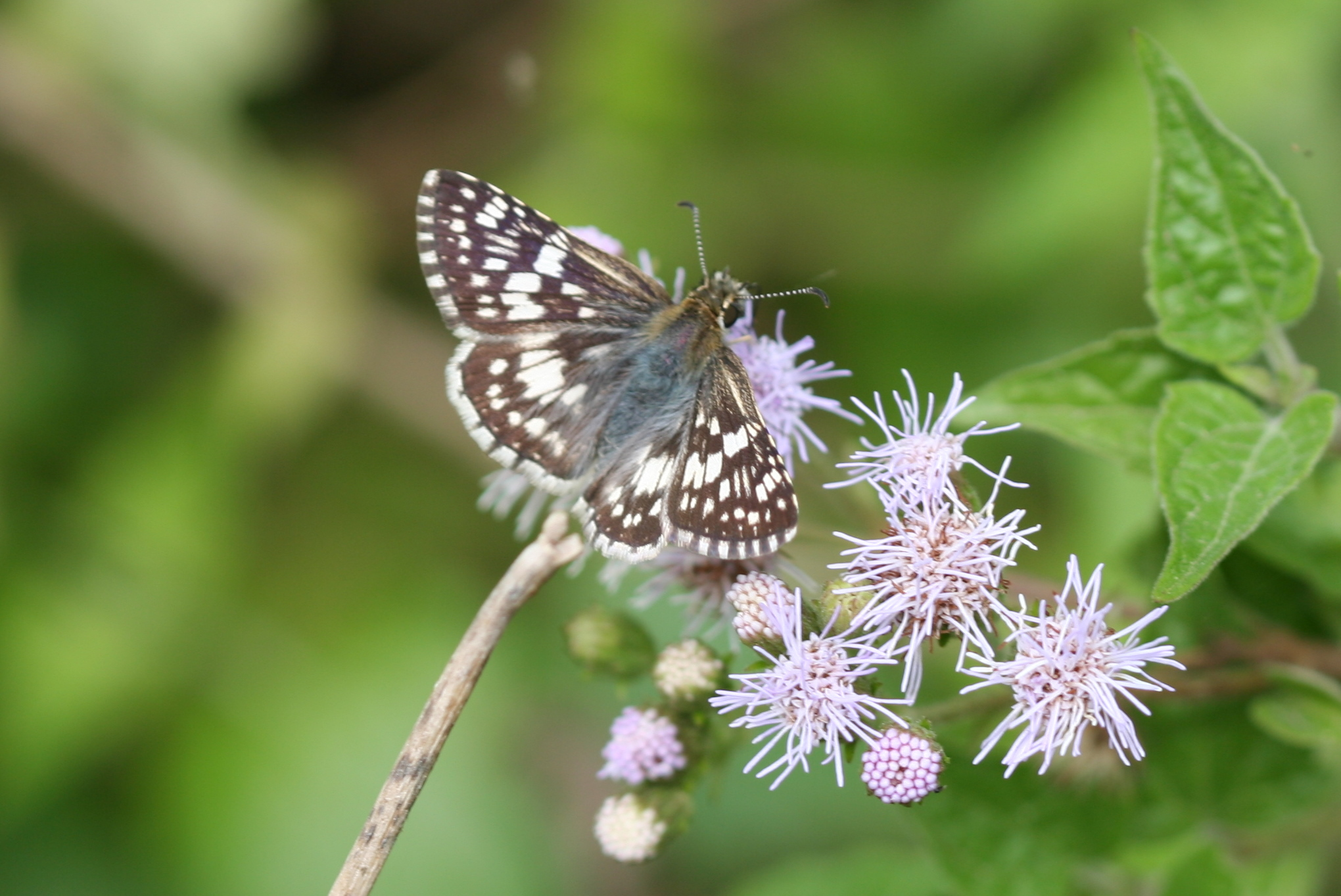